# Alice Jeruzalémská
Alice Jeruzalémská (1108, Edessa – po 1136, Latákie) byla kněžna z Antiochie, která se opakovaně marně pokoušela získat vládu nad Antiochií do svých rukou.

## Život

Levanta roku 1135

Alice byla jednou ze čtyř dcer jeruzalémského krále Balduina II. a arménské princezny Morphie. Roku 1126 byla provdána za Bohemunda z Antiochie, dědice normanského dobrodruha Bohemunda z Tarentu. Mladík do Svaté země připlul v říjnu 1126, aby se ujal otcova dědictví.
| „                     | ... A když přicházel do Antiochie, všickni radostně ho uvítali. A král vyšel slavnostně mu v ústrety s velikým průvodem a chvalami lidu a vroucně ho přivítal. A po spěšné domluvě král ihned odevzdal mu všecku svou zemi a z dcer svých jednu dal mu za manželku. Přistrojena byla svatba a zákonitě slavena. I zasedl Bohemond na svoje křeslo jakožto kníže a oděv se přestkvoucím pláštěm, svolal všecky velmože, i přísahali mu za přítomnosti královy a s jeho úchvalou, že od toho dne na vždy zachovají mu poddanskou věrnost... | “ |
| — Fulcher ze Chartres | |   |

Z manželství se narodila pouze dcera Konstancie a roku 1130 Bohemund padl na Poli krve. Ctižádostivé Alici se podařilo získat vládu, prohlásila se regentkou nezletilého děcka a odrazila pokus nespokojených normanských rytířů o palácový převrat. V touze po získání podpory nabídla slib poslušnosti vládci Aleppa Zengímu.
U moci se udržela až do příchodu svého otce Balduina Jeruzalémského a švagra Fulka, kterým se při tažení na sever podařilo Alicina posla chytit a pověsit. Samotnou Alici, jenž před nimi nechala zavřít brány města, po vyjednávání sesadili a vykázali do vdovského údělu v Latakii. Balduin sám se jmenoval regentem a zástupcem jmenoval Joscelina z Edessy.
Po králově a Joscelinově smrti roku 1131 se situace v Antiochii změnila. Antiochijští baroni se nechtěli smířit s hrozícím regentstvím Joscelina mladšího a vyzvali Alici k návratu k moci. Za podpory Joscelina a Ponse z Edessy se Alice vrátila do města a převzala vládu za stále nezletilou dceru. Nový jeruzalémský král Fulko byl nucen vzpurné křižácké pány, kteří se nechtěli podrobit jeho vládě, přivést k rozumu. Vytáhl na sever a jen díky vojenské převaze a několika šarvátkám si vynutil omluvu obou odbojných pánů a Alicin opětovný odchod do Latakie. Zapuzená Alice se však nevzdala a roku 1135 vyslala posly na konstantinopolský dvůr s nabídkou na sňatkové spojení mezi Konstancií a Manuelem, synem císaře. Tato snaha příliš nenadchla francké rytíře a ani latinské duchovní, kteří, jen aby předešli vládě Byzantinců, raději požádali krále Fulka o vyhledání vhodného ženicha pro Konstancii. Fulko dědičku a vládu v Antiochii nabídl Raimondovi z Poitiers, mladšímu synovi akvitánského vévody. Ten lákavou nabídku přijal, v převlečení putoval na Východ a v Antiochii přistál na jaře 1136. Za pomocí lsti se oženil nikoli s Alicí, která na něj čekala ve svém paláci, ale v katedrále s její malou dcerou Konstancií. Tím se za Fulkovy pomoci stal vládcem v antiochijském knížectví a Alice definitivně odešla do Latakie, kde i zemřela.